# 세이보리
세이보리(영어: savoury 세이버리[*], 학명: Satureja hortensis 사투레야 호르텐시스[*])는 꿀풀과의 한해살이풀이다.

## 분포
아시아와 유럽에 분포한다. 서남아시아(터키), 남동유럽(그리스, 마케도니아 공화국, 몬테네그로, 보스니아 헤르체고비나, 세르비아, 슬로베니아, 알바니아, 코소보, 크로아티아), 동유럽(러시아, 우크라이나), 남유럽(스페인, 프랑스)이 원산지이다.

## 사진 갤러리

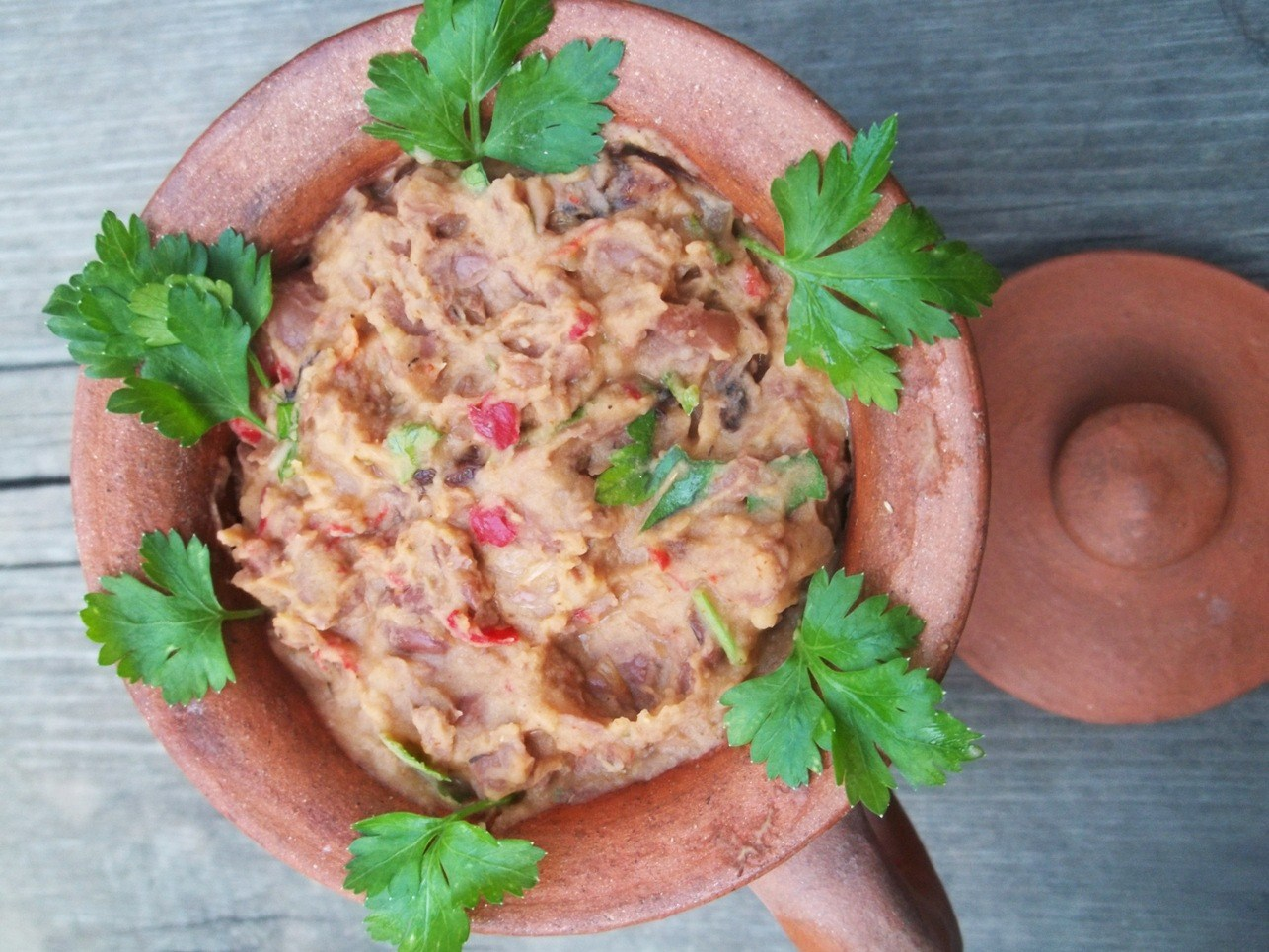
세이보리 잎으로 가니시한 로비오

## 같이 보기
- 겨울세이보리